# Данієль Петров
Данієль Петров (болг. Даниел Божинов Петров, нар. 8 вересня 1971, Варна, Болгарія) — болгарський боксер, олімпійський чемпіон (1996 рік) та срібний призер Олімпіади (1992), чемпіон світу та Європи, призер чемпіонатів світу та Європи.

## Аматорська кар'єра
Чемпіонат Європи 1991 
- 1/8 фіналу. Переміг Сонера Карагоз (Туреччина) — 31-14
- 1/4 фіналу. Переміг Богдана Єндрисика (Польща) — 44-14
- 1/2 фіналу. Програв Іштвану Ковач (Угорщина) — 16-31

 Чемпіонат світу 1991 
- 1/16 фіналу. Переміг Сасакі Тадахіро (Японія) — RSC 3
- 1/8 фіналу. Переміг Алексана Налбандяна (СРСР) — 30-12
- 1/4 фіналу. Переміг Пала Лакатоша (Угорщина) — 30-12
- 1/2 фіналу. Програв Рохеліо Марсело (Куба) — 19-29

 Олімпійські ігри 1992 
- 1/16 фіналу. Переміг Нельсона Дьєппа (Пуерто-Рико) — 10-7
- 1/8 фіналу. Переміг Сонг Чоля (Північна Корея) — RSC
- 1/4 фіналу. Переміг Пала Лакатоша (Угорщина) — 17-8
- 1/2 фіналу. Переміг Яна Кваста (Німеччина) — 15-9
- Фінал. Програв Рохеліо Марсело (Куба) — 10-20

 Чемпіонат світу 1993 
- 1/8 фіналу. Переміг Яна Кваст (Німеччина) — 12-9
- 1/4 фіналу. Переміг Пала Лакатоша (Угорщина) — 23-15
- 1/2 фіналу. Переміг Ердененцогт Цогтжаргал (Монголія) — 6-2
- Фінал. Програв Ншану Мунчяну (Вірменія) — 6-8

 Чемпіонат Європи 1993 
- 1/4 фіналу. Переміг Мурата Єнісолак (Туреччина) — 24-4
- 1/2 фіналу. Переміг Мікко Мантере (Фінляндія) — 11-4
- Фінал. Переміг Пала Лакатоша (Угорщина) — 10-4

 Чемпіонат світу 1995 
- 1/16 фіналу. Переміг Герменсена Балло (Індонезія) — RSC 1
- 1/8 фіналу. Переміг Хосе Лауреано (Пуерто-Рико) — 9-0
- 1/4 фіналу. Переміг Анджея Ржаного (Польща) — 8-2
- 1/2 фіналу. Переміг Хаміда Берхілі (Марокко) — 6-3
- Фінал. Переміг Бернарда Іном (Франція) — 11-5

 Чемпіонат Європи 1996 
- 1/16 фіналу. Переміг Раміля Хуснутдінова (Росія) — 11-2
- 1/8 фіналу. Переміг Рудика Казанджяна (Кіпр) — 6-0
- 1/4 фіналу. Переміг Ншана Мунчяна (Вірменія) — 4(+)-4
- 1/2 фіналу. Переміг Сабіна Борней (Румунія) — 15-5
- Фінал. Переміг Олега Кирюхіна (Україна) — 8(+)-8

 Олімпійські ігри 1996 
- 1/8 фіналу. Переміг Ншана Мунчяна (Вірменія) — 11-5
- 1/4 фіналу. Переміг Сомрота Камсінга (Таїланд) — 18-6
- 1/2 фіналу. Переміг Олега Кирюхіна (Україна) — 17-8
- Фінал. Переміг Мансуета Веласко (Філіппіни) — 19-6

Фінальний бій проти Мансуета Веласко був проголошений «Пограбуванням в Атланті». Оскільки система підрахунку очок була неправильно підключена, то очки боксерам нараховувалися навпаки. Однак Петрова все-одно було нагороджено золотою медаллю.
 Чемпіонат світу 1997 
- 1/16 фіналу. Переміг Ділшода Юлдашева (Узбекистан) — 8-6
- 1/8 фіналу. Переміг Пала Лакатоша (Угорщина) — 8-1
- 1/4 фіналу. Переміг Валерія Сидоренко (Польща) — 9(+)-9
- 1/2 фіналу. Програв Маікро Ромеро (Куба) — 3-5

На чемпіонаті Європи 1998 програв в першому бою Олегу Кирюхіну (Україна) — 6-6(+)